# Шок (фильм, 1982)
«Шок» (фр. Le Choc) — французский кинофильм. Экранизация романа Жан-Патрика Маншетта «Позиция для лежачего стрелка» («Position du tireur couché»).

## Сюжет
Наёмный убийца после десяти лет верной службы на своего босса решает уйти от него. Он жаждет спокойной жизни и поселяется в деревне. Бывший же его хозяин конечно недоволен таким развитием событий.

## Интересные факты
Это вторая совместная работа А. Делона и Катрин Денёв. До того они снялись в фильме «Полицейский» (режиссёр Ж.-П. Мельвиль).
Делон исполнял главные роли ещё в двух фильмах, снятых по романам Маншетта — «Троих надо убрать» и «За шкуру полицейского».

## В ролях
- Ален Делон — Мартэн Террьер / Кристиан
- Катрин Денёв — Клэр
- Стефани Одран — Жанна Фольк
- Филипп Леотар — Феликс